# Hans Candrian
Hans Candrian, född 6 mars 1938 i Flims, död 9 januari 1999 i Chur, var en schweizisk bobåkare.
Candrian blev olympisk bronsmedaljör i fyrmansbob vid vinterspelen 1968 i Grenoble.